# Wyldwood (Teksas)
Wyldwood je naseljeno mjesto za statističke potrebe u američkoj saveznoj državi Teksas. Prema popisu stanovništva iz 2010. u njemu je živjelo 2.505 stanovnika.